# Una cama a cualquier precio
Una cama a cualquier precio (título original: Room to Rent) es una película franco-británica de comedia de 2000, dirigida por Khaled El Hagar, que a su vez la escribió junto a Amanda McKenzie Stuart, musicalizada por Safy Boutella, en la fotografía estuvo Romain Winding y los protagonistas son Flaminia Cinque, Saïd Taghmaoui y Karim Belkhadra, entre otros. El filme fue realizado por Arts Council of England, Canal+ y FilmFour; se estrenó el 7 de octubre de 2000.

## Sinopsis
Ali, un joven guionista de Egipto, está dispuesto a tener éxito en Londres, donde ha estudiado. Pero tiene poca plata, su visa de estudios está por vencerse y lo han expulsado del lugar donde residía. Entonces, Ali se va a vivir con un grupo de singulares compañeros. Mientras, trata de conseguir una visa británica que, de imprevisto, lo lleva a hallar el amor de su vida.